# Y. Frank Freeman
Young Frank Freeman (Greenville, 14 dicembre 1890 – Los Angeles, 5 febbraio 1969) è stato un dirigente d'azienda statunitense, rimasto per due decenni a capo della Paramount Pictures.

## Biografia
Nato a Greenville, in Georgia, il 14 dicembre 1890, si è diplomato presso il Georgia Institute of Technology nel 1910.
È stato la prima persona a ricevere il premio umanitario Jean Hersholt, nel 1957, ed ha ricevuto un premio Oscar onorario nel 1967 durante la 39ª edizione dei premi Oscar. L'8 febbraio 1960 è stata inserita una stella in suo onore lungo la Hollywood Walk of Fame. È morto il 5 febbraio 1969 presso il Good Samaritan Hospital di Los Angeles, in California.